# Angelika Wild
Angelika Wild (Katowice, Polònia; 30 d'octubre de 1982) és una actriu pornogràfica polonesa radicada a Itàlia. Es va donar a conèixer per al públic espanyol per la seva participació a Who Fucked Rocco?, de Rocco Siffredi, en la qual protagonitzava una escena al costat de Holly One i Michael Carpenter.

## Premis
- Premi Turia a la millor actriu porno europea l'any 2006[4][5]